# Желтушка аврорина
Желтушка аврорина (лат. Colias aurorina) — дневная бабочка рода Colias из семейства белянки.

## Происхождение названия
Aurorina (лат. Aurora - римская богиня утренней зари + -ina - суффикс отношения) - название указывает на сходство с Сolias aurora.

## Описание
Длина переднего крыла 25—31 мм. Размах крыльев 46—70 мм. Окраска крыльев затемненная охристо-оранжевая. Внешняя краевая черно-бурая кайма широкая. Чёрное срединное пятно на передних крыльях отчётливое, а на задних срединное пятно крупное, красно-оранжевого цвета. Самки имеют две цветовые вариации: белая (с более широкой чёрной краевой окантовкой крыльев) и ярко-оранжевая. У самок внешняя краевая черно-бурая кайма с желтыми пятнами.

## Ареал
Кавказ, Туркменистан, Азербайджан, Турция, Греция, Иран, Ирак, Сирия.

## Местообитания
Вид приурочен к сухим склонам с разреженной ксерофильной растительностью, в горах обитает на высотах до 1000—2000 метром над у. м.

## Время лёта
С конца мая до конца июня. В год развивается одно поколение.

## Размножение
Кормовые растения гусениц — род Astracantha и Астрагал. Окукливание в августе.